# Xã Soldier, Quận Jackson, Kansas
Xã Soldier (tiếng Anh: Soldier Township) là một xã thuộc quận Jackson, tiểu bang Kansas, Hoa Kỳ. Năm 2010, dân số của xã này là 404 người.